# Cubo de Benavente
Cubo de Benavente település Spanyolországban,  Zamora tartományban. Cubo de Benavente Ayoó de Vidriales, Uña de Quintana, Molezuelas de la Carballeda, Muelas de los Caballeros, Justel és Castrocontrigo községekkel határos. Lakosainak száma 117 fő (2024).

## Népesség
A település népessége az utóbbi években az alábbiak szerint változott:
| Lakosok száma | 176  | 159  | 149  | 140  | 131  | 120  | 119  | 114  | 121  | 117  |
|               | 2001 | 2004 | 2007 | 2009 | 2012 | 2014 | 2017 | 2019 | 2022 | 2024 |